# Ulenspiegel (Oper)
Ulenspiegel ist eine Oper in drei Aufzügen, Op. 23 von Walter Braunfels, die am 4. November 1913 am Königlichen Hoftheater Stuttgart zur Uraufführung kam. Das Libretto von Walter Braunfels basiert auf dem Roman Die Legende und die heldenhaften, fröhlichen und ruhmreichen Abenteuer von Ulenspiegel und Lamme Goedzak von Charles de Coster.

## Handlung

### 1. Aufzug
Erste Szene: Platz in Gent.
Zu nächtlicher Stunde versammeln sich die Handwerker. Sie sind wegen des Eintreffens spanischer Truppen unter der Führung des Herzogs Alba in großer Besorgnis und befürchten, ihre Freiheiten und Privilegien zu verlieren.
Der Profoss verkündet einen Erlass, wonach Herzog Alba den unbedingten Gehorsam seiner Untergebenen einfordert. Till Ulenspiegel verspottet seine Mitbürger und die Ablasspriester gleichermaßen und entzieht sich deren Zugriff durch die Flucht.
Zweite Szene: Kleines Zimmer im Hause des Klas.
Klas, Tills Vater, beklagt mit seiner Ziehtochter Nele das Auftreten der Spanier.
Till stürmt ins Haus, auf der Flucht vor seinen Verfolgern. Kaum hat er sich von seiner geliebten Nele verabschiedet und das Haus durchs Fenster verlassen, tritt der Profoss auf und setzt Klas gefangen. Durch Einsatz der Folter will er Tills Fluchtziel in Erfahrung bringen.

### 2. Aufzug
Erste Szene: Hafenbucht in Vlissingen.
Till ist die Flucht zu den Geusen, also zu gleichgesinnten Widerstandskämpfern, gelungen. Im geschäftigen Markttreiben unterhält er sich mit Jost und träumt von einem friedlichen Leben als Fischer. Als Nele plötzlich auftritt, bringt sie ihm die traurige Nachricht von Klasens Tod. Da die vom Profoss angeordnete Folter, so Neles Bericht, erfolglos geblieben war, wurde Klas der Inquisition übergeben und auf dem Scheiterhaufen verbrannt. Till schwört Rache.
Zweite Szene
Till und Nele überzeugen die Bürger von Vlissingen von der Notwendigkeit, gegen die Spanier in den Kampf zu ziehen.

### 3. Aufzug
Erste Szene. Platz in Damme.
Die Geusen beobachten ein Autodafé: Frauen werden zur Vollstreckung der Urteile der Inquisition auf Scheiterhaufen gebunden. Mönche intonieren dazu das lateinische Requiem. Angeführt von Till, Jost und dem Bürgermeister von Vlissingen gelingt den Geusen die Befreiung ihrer Glaubens- und Volksgenossen. Während die Frauen fliehen, kommt es zu einem Kampf, in dessen Verlauf Till in Gefangenschaft gerät.
Zweite Szene. Kerker.
In Erwartung seines nahen Todes hält Till Neles Auftritt zunächst für eine Sinnestäuschung. Die Geliebte befreit ihn. Nele möchte mit ihm fliehen, um irgendwo in Freiheit und Frieden zu leben. Doch Till will weiter kämpfen, um den Tod des Vaters zu rächen.
Dritte Szene.
In den Gassen von Damme werden die Geusen immer mehr in die Enge getrieben. Ein letztes Mal versucht Nele, Ulenspiegel zu stoppen, doch der verschmäht ihre Liebe und kämpft weiter.
Als der herbeieilende Profoss Till mit dem Schwert töten will, stellt sich Nele schützend vor ihn, bekommt den Stoß ab und stirbt.
Bestürzt wird sich Till des Geschehens bewusst. Doch er will weiter kämpfen, um zu verhindern, dass Nele umsonst gestorben ist und der Tod seines Vaters ungesühnt bleibt. Er zieht mit den Geusen davon.

## Entstehung und Rezeption
Wie auch bei Braunfels’ anderen Opern üblich, basierte Ulenspiegel auf einer literarischen Vorlage. Braunfels verfasste sein Libretto auf der Grundlage von de Costers Roman Till Ulenspiegel. Den anlässlich der Uraufführung des Dreiakters vorgetragenen, gut gemeinten Rat Furtwänglers, in Zukunft einen versierten Librettisten zu Rate zu ziehen, wollte Braunfels zeitlebens nicht beherzigen.
Der zeitgenössische Musikkritiker Paul Bekker ordnete Braunfels’ Oper wie folgt ein:

„Der Eulenspiegel-Stoff hat in neuerer Zeit mehrfach die Musiker zu dramatischer Gestaltung gereizt. Richard Strauß skizzierte ein ‚Eulenspiegel‘-Libretto, das später zu einer Tondichtung umgeformt wurde. Nach ihm hat Emil Nikolaus von Reznicek eine dreiaktige ‚Eulenspiegel‘-Oper geschaffen, ein Werk, das trotz mancher Schwächen der bühnenmäßigen Fassung bemerkenswerte Vorzüge in der musikalisch-dramatischen Gestaltung der vieldeutigen Hauptfigur aufweist und gelegentlich von tatenlustigen Theatern aufgeführt zu werden verdiente. Mochte für Strauß das Lockende in der psychologischen Charakteristik der Schalksnarrennatur liegen, so zeichnete Reznicek ihr tragikomisches Verhältnis zur umgebenden Welt. Wesentlich anders faßt Walter Braunfels das Eulenspiegel-Motiv auf. Er sieht in dem Narren den unreifen Menschen, der durch ein erschütterndes Erlebnis plötzlich zum Manne umgeschaffen wird, den diese Umwandlung nicht nur den Vater, auch die Geliebte kostet, und der trotz des zweiten Verlustes nicht seiner Sendung untreu wird, unverbrüchlich an ihr festhält und so zum Helden emporwächst.“

Die Zeitgenossen äußerten sich nicht durchweg begeistert über die Uraufführung:

„Verleitet durch de Costers packende Schilderung der Glaubenskämpfe der Niederländer gegen die spanischen Zwingherren, verliert er sein eigentliches, gefühlsmäßig zu fassendes Objekt aus den Augen und gibt eine theatermäßige Vorführung von Aufzügen, Kämpfen, Volksaufläufen. Sie könnten wohl in einer fortschreitenden epischen Darstellung […] den Leser zur Teilnahme zwingen und in Atem halten. Zu Bühnenerscheinungen versinnbildlicht bedeuten sie nichtssagende, in ihren Voraussetzungen und ihrem Verlauf unverständliche, daher gleichgültige Dekorationseffekte“

Etwas günstiger fiel das Urteil Alexander Eisenmanns aus:

„Gegenüber der ‚Brambilla‘ zeigt Braunfels große Fortschritte. Sein Orchester ist günstiger behandelt, die dunklen Farben sind gelegentlich den hellen gewichen, die Deckung der Singstimme, obwohl noch immer zu stark, ist leichter geworden. Ein ‚Wurf‘ ist ‚Ulenspiegel‘ nicht, aber zum Glück haben wir noch nicht vergessen, dass der innere Wert einer Oper nicht gerade von dem abhängt, was man zugkräftig nennt. Wer sich nach billiger Theatralik sehnt, muss sich seine Kost woanders holen, als bei Braunfels.“

Und Paul Ehlers resümierte:

„Die Aufnahme der Oper durch die Zuhörerschaft war so herzlich, dass Braunfels mit den Hauptdarstellern nach dem zweiten und dem dritten Akt vor den Vorhang treten musste. Stuttgart aber darf es sich zugute rechnen, dass es diesem neuen Werke des reichbegabten Komponisten wieder die Wege geebnet hat.“

Der Uraufführung in Stuttgart folgte keine weitere Inszenierung. Auch wurden nur drei oder vier Vorstellungen gegeben. Die genaue Zahl ist nicht verbürgt. Der Grund dafür liegt nicht nur in dem Aufführungsverbot von Braunfels’ Werken ab 1933, sondern vermutlich an dessen Konversion 1917 zum katholischen Glauben. Mit dem betont antikatholischen Stoff wollte er sich nicht mehr beschäftigen.

## Wiederentdeckung
Die Oper Ulenspiegel wurde seit 1913 nicht mehr gespielt. Die Bühnen der Stadt Gera zeigten sie erstmals seit 98 Jahren in der Regie von Matthias Oldag und mit einem Bühnenbild von Stephan Braunfels, dem Enkel des Komponisten. Dirigent war Jens Tröster. Premiere war am 28. Januar 2011. Die Kritik in den regionalen und überregionalen Zeitungen hat das Werk und die Aufführung einheitlich sehr gelobt (FAZ, SZ oder Peter Korfmacher in der LVZ). Großes Lob erfuhren Regie, Bühnenbild und Kostüme, aber auch die künstlerische Interpretation einzelner hervorragender Sänger, die auch überzeugende schauspielerische Leistung gezeigt hätten, wie etwa Marie Dreßen als Nele. Die Oper wurde von MDR Figaro und der Deutschlandradio Kultur aufgezeichnet.
Am 10. September 2014 wurde im Rahmen des Brucknerfestes eine Neuinszenierung in der Tabakfabrik Linz durch den Verein EntArteOpera sehr erfolgreich aufgeführt, wo das Werk in einer eigens erstellten Fassung für Kammerorchester von Werner Steinmetz für ca. 35 Musiker vom Israel Chamber Orchestra unter Martin Sieghart Premiere hatte. Regie führte Roland Schwab, das Bühnenbild kreierte Susanne Thomasberger.